# Cyclophora delinearia
Cyclophora delinearia är en fjärilsart som beskrevs av Silbernagel 1944. Cyclophora delinearia ingår i släktet Cyclophora och familjen mätare. Inga underarter finns listade i Catalogue of Life.